# Limnophila (Limnophila) hemmingseniana
Limnophila (Limnophila) hemmingseniana is een tweevleugelige uit de familie steltmuggen (Limoniidae). De soort komt voor in het Australaziatisch gebied.